# Vaca-Nunatak
Der Vaca-Nunatak (in Argentinien Nunatak Sara) ist ein 715 m hoher Nunatak im westantarktischen Queen Elizabeth Land. Er ist der südlichste Nunatak in den Panzarini Hills der Argentina Range in den Pensacola Mountains.
Der United States Geological Survey kartierte ihn anhand eigener Vermessungen und mithilfe von Luftaufnahmen der United States Navy zwischen 1956 und 1967. Das Advisory Committee on Antarctic Names benannte ihn 1968 nach Captain José M. T. Vaca von den Streitkräften Argentiniens, diensthabender Offizier auf der Belgrano-I-Station im antarktischen Winter 1961. Namensgeber der 1978 vorgenommenen argentinischen Benennung ist der Vorname der Ehefrau eines Mitglieds einer argentinischen Antarktisexpedition.